# The Great American Scream Machine (Six Flags Great Adventure)
The Great American Scream Machine in Six Flags Great Adventure (New Jersey, USA) war eine Stahlachterbahn vom Modell Custom Looping Coaster des Herstellers Arrow Dynamics, die am 15. April 1989 eröffnet wurde. Am 18. Juli 2010 wurde die Bahn geschlossen und mit dem Abriss der Bahn begonnen.
Heute befindet sich an der Stelle die Achterbahn Green Lantern.

## Daten
Die Bahn war 52,7 m hoch und erreichte eine Höchstgeschwindigkeit von 109,4 km/h. Sie wurde ebenso wie ihre Schwestern Shockwave in Six Flags Great America und Viper in Six Flags Magic Mountain von Ron Toomer konstruiert. Alle drei Bahnen verfügen bzw. verfügten über drei hintereinander folgende Loopings nach der ersten Abfahrt. Nach den drei Loopings folgte der Batwing und dann der doppelte Korkenzieher.
Die Schiene wurde rot lackiert und die Stützen weiß.

## Züge
The Great American Scream Machine besaß drei Züge mit jeweils sieben Wagen. In jedem Wagen konnten vier Personen (zwei Reihen à zwei Personen) Platz nehmen. Die Fahrgäste mussten mindestens 1,37 m groß sein, um mitfahren zu dürfen. Als Rückhaltesystem kamen Schulterbügel zum Einsatz.
Die Züge wurden Freedom, Liberty und Spirit genannt und waren in den Farben Rot, Weiß und Blau gehalten. Die Schulterbügel unterschieden sich auch von vielen anderen Arrow-Achterbahnen, da die Griffe an den Bügeln aus Schaumstoff anstelle von Metall waren. Diese werden auch auf Viper (Magic Mountain) benutzt.
Die Kapazität betrug 1680 Personen pro Stunde. Die Onridekamera der Bahn befand sich am Anfang des doppelten Korkenziehers.

## Modifikationen
Nach der ersten Saison wurden die oberen Bogensegmente der Loopings durch neue Schienenelemente mit zusätzlicher diagonaler Ausfachung ausgetauscht auf Grund von Materialermüdungen, die auch bei der ähnlich konstruierten Anlage Shockwave in Six Flags Great America aufgetaucht sind. Die Originalschiene des ersten Loopings kann im Affengehege des Wild Safari im selben Park gefunden werden. Zusammen mit der neuen Schiene des ersten Loopings wurde eine Trimmbremse nach dem ersten Looping eingefügt, die die Geschwindigkeit der Züge für den nachfolgenden Streckenverlauf zwischen erstem Looping und Zwischenbremse etwas verlangsamen sollte.